# 安德烈斯·宁
安德烈斯·宁（Andreu Nin Pérez，1892年2月4日—1937年6月20日），西班牙共产主义政治人物，社会主义活动家。1937年，宁和马克思主义统一工人党的其他领导层被亲莫斯科的西班牙第二共和国政府逮捕，被指控与弗朗西斯科·佛朗哥的民族主义者合作，在托洛茨基授意下，宁意图联合佛朗哥和长枪党反对西班牙第二共和国的民选政府。据称后被苏联内务人民委员会特工折磨致死。2013年6月17日，在他去世76年后，加泰罗尼亚议会正式向他表示致敬，特别强调了他作为加泰罗尼亚第一任司法部长时所做的工作。

## 早年
安德烈斯·宁出生于塔拉戈纳埃尔文德雷利一个贫穷的家庭，父亲是鞋匠，母亲是农民。第一次世界大战前夕搬到巴塞罗那。他曾短暂在一所世俗主义 无政府主义学校任教，但很快成为记者和活动家。1917年，他加入了西班牙工人社会党。
安德烈斯·宁是西班牙工人运动的领袖，西班牙共产党的创始人之一。他为苏联的第三国际和赤色职工国际工作。在俄罗斯期间，他赢得了苏联共产党内部反对约瑟夫·斯大林的左翼反对派的支持，还曾短暂地担任列夫·托洛茨基的秘书。 在此期间，他还开始将托洛茨基的几部作品翻译成西班牙语和加泰罗尼亚语。
安德烈斯·宁回到西班牙后，组建了西班牙共产主义左翼 (ICE), 自称是托洛茨基主义团体，隶属于国际左翼反对派 (ILO)。然而，西班牙共产主义左翼是一个小群体，基本上孤立无援。在此期间，安德烈斯·宁与托洛茨基发生一些分歧，特别是托洛茨基建议西班牙共产主义左翼领导人，加入西班牙社会主义青年团 将增加他们掌握的力量，而宁则主张与被视为共产运动右翼反对派的工农集团 (BOC)联合组党。

## 马克思主义统一工人党
最终，安德烈斯·宁与托洛茨基和国际左翼反对派就这个问题破裂了，合并继续进行。1935年，他与华金·莫伦一起组成了马克思主义统一工人党 (POUM)，成为西班牙共产党之外的另一个共产党。西班牙内战初期，加泰罗尼亚成立地区政府之后，安德烈斯·宁加入了以路易斯·孔帕尼斯为首的地区政府，担任地区司法部长。然而，随着西班牙共产党在共和党政府中的影响力增强，他们开始将前共产党人和那些独立于莫斯科之外的共产党人从政府中清除，其中包括马克思主义统一工人党。在苏联总领事弗拉基米尔·亚历山德罗维奇·安东诺夫-奥夫谢延科威胁苏联将撤销援助之后，孔帕尼斯于1936年12月16日解除了宁的内阁职务。

### 逮捕和失踪

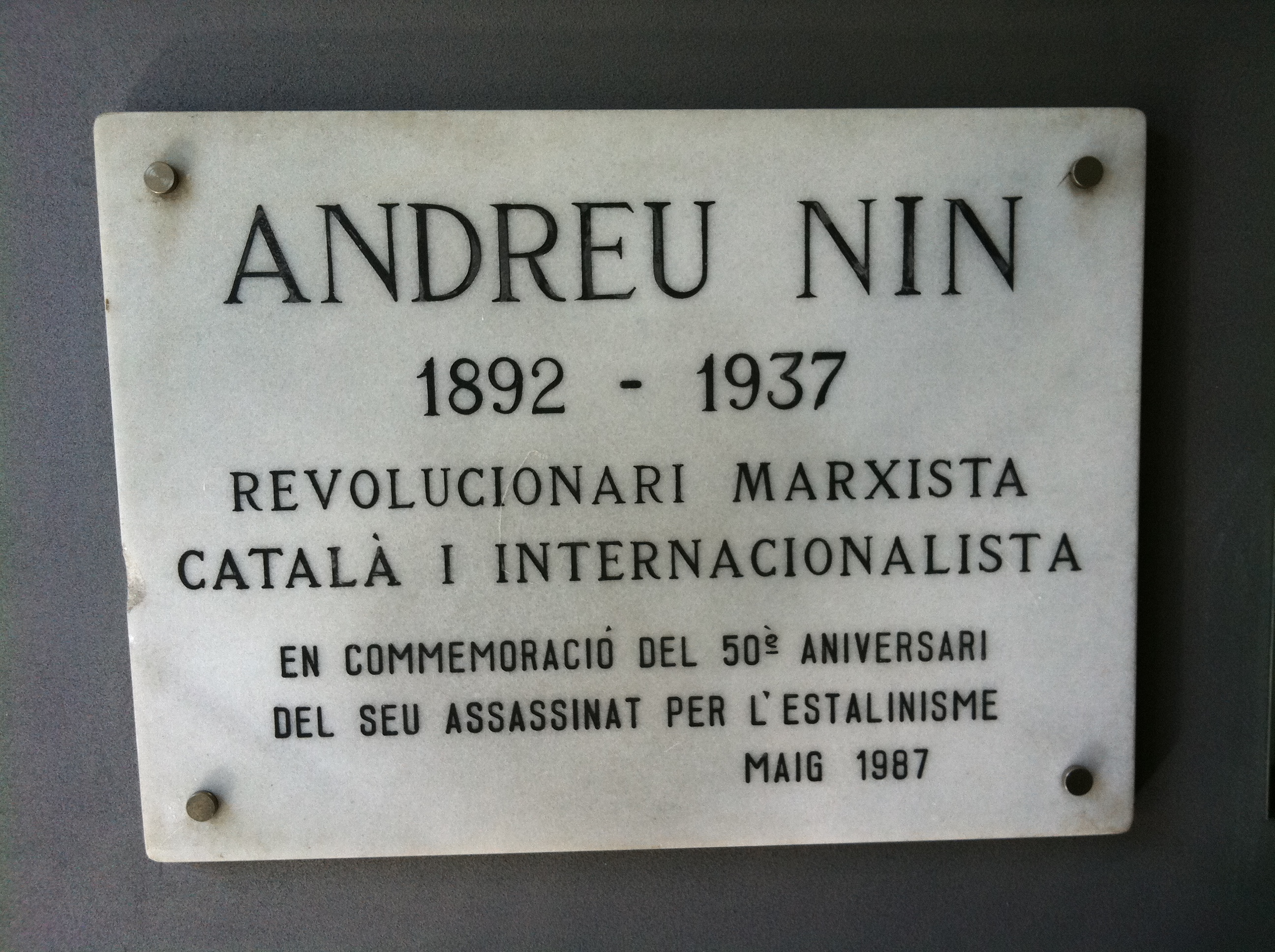
Plaque to Nin on the public library on La Rambla, Barcelona

1937年6月16日，巴塞罗那五月暴力事件之后，政府在西共的压力下宣布马克思主义统一工人党为非法。根据亚历山大·米哈伊洛维奇·奥尔洛夫的命令，安德烈斯·宁和马克思主义统一工人党大多数领导人被逮捕，送往马德里附近的埃纳雷斯堡关押。 在苏联内务人民委员部的监督下，安德烈斯·宁遭受了数日酷刑。当时的共产党成员，人民阵线政府教育部长耶塞斯·埃尔南德斯·汤姆斯后来写道：
安德烈斯·宁没有放弃。他一直反抗，直到晕倒。审讯者越来越不耐烦了。他们决定放弃不流血的手段。于是血流如注，皮开肉绽，身体痛苦达到人类耐力的极限。安德烈斯·宁顶住了最精细的折磨的残酷痛苦。几天后，他的脸已经血肉模糊
。
他最后在1937年6月20日被处决。
另一则分析表明在一次虚假的纳粹解救中，共产党国际纵队的德国成员杀害了安德烈斯·宁。另一种说法暗示他被带到苏联处死。不管怎样，那些参与者隐瞒安德烈斯·宁的下落，导致一场马克思主义统一工人党的运动，向胡安·内格林的新政府质疑：“宁在哪里？”。最早在公开提出这个问题的是卫生部长费德里卡·蒙特塞尼。西班牙共产党则宣称："不是萨拉曼卡就是柏林")，诽谤说安德烈斯·宁是法西斯主义者。弗朗西斯科·佛朗哥的总部在萨拉曼卡，柏林是纳粹德国的首都。